# Райссек, Зигфрид
Зи́гфрид Ра́йссек (нем. Siegfried Reissek; 1819—1871) — австрийский (силезский) ботаник.

## Биография
Зигфрид Райссек родился 11 апреля 1819 года в городе Цешин. Учился философии в Брюнне (Брно), в свободное время занимался изучением местной флоры. В 1838 году поступил в Венский университет, где стал изучать медицину. Работал волонтёром в Кабинете естественной истории (в будущем — Венский музей естественной истории), в 1845 году стал адъюнкт-куратором, в 1867 — куратором.
Райссек занимался популяризацией ботаники, также он изучал строение тканей растений. С 1848 года он был членом-корреспондентом Австрийской академии наук.
Райссек принимал участие в написании книги Кристиана Лемана Plantae Preissianae. Также он занимался обработкой семейств Бересклетовые, Падубовые и Крушиновые для монографии флоры Бразилии К. Ф. Ф. Марциуса.
Зигфрид Райссек умер в Вене 9 ноября 1871 года.

## Некоторые научные работы
- Lehmann, C. et al. Plantae Preissianae. — 1844—1847. — 2 vols.
- Reissek, S. Celastraceae, Ilicineae & Rhamneae // Flora brasiliensis / in: C.F.P. Martius. — 1861. — Vol. 11(1). — P. 1—116.

## Роды, названные в честь З. Райссека
- Reissekia Endl., 1840